# Otto I al Sfântului Imperiu Roman

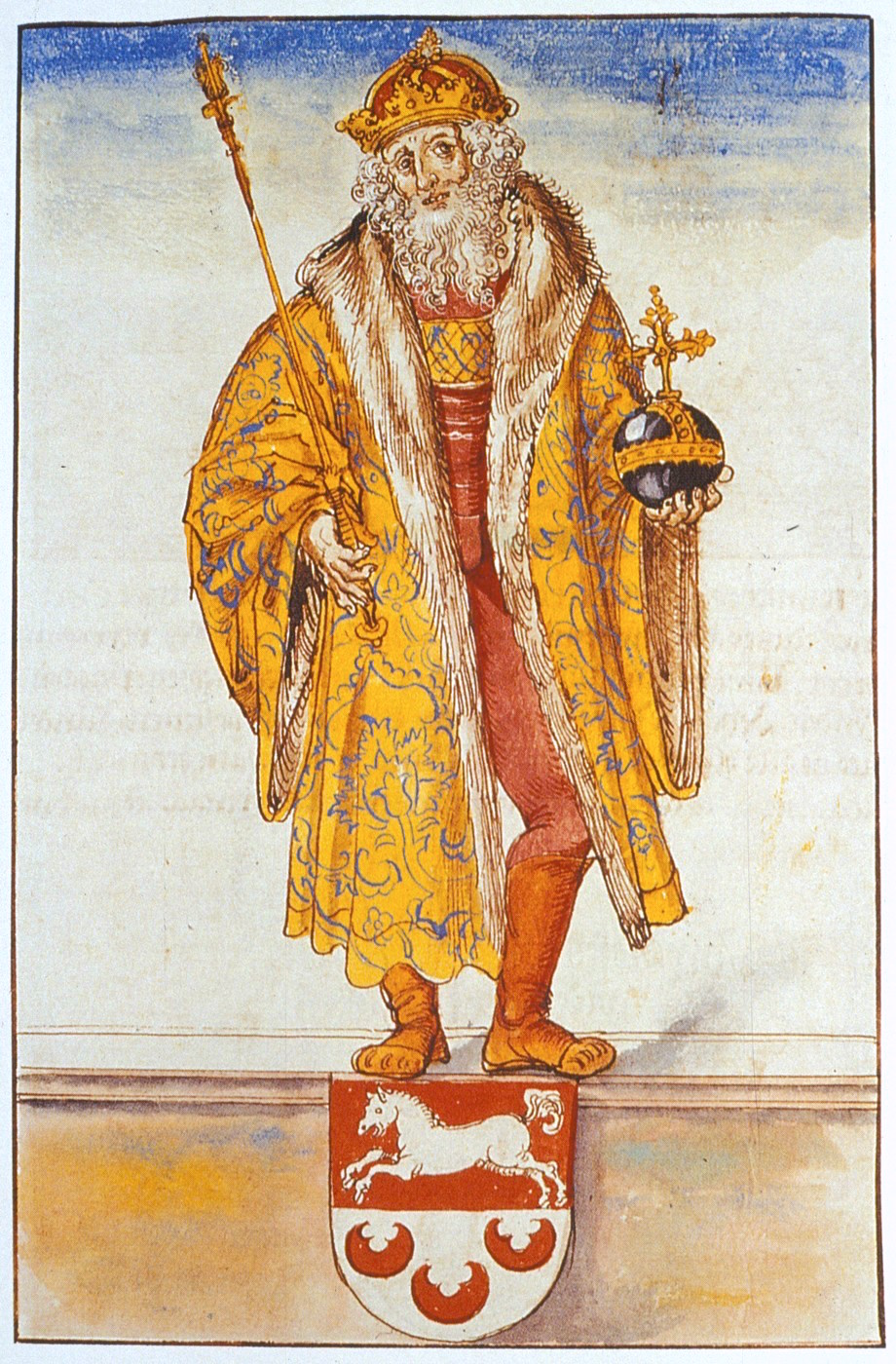
Otto I (pictură de Lucas Cranach cel Bătrân)

Otto I, supranumit cel Mare (n. 23 noiembrie 912 d.Hr., Wallhausen, Principatul Saxoniei – d. 7 mai 973 d.Hr., Memleben, Saxonia-Anhalt, Germania), aparținând Dinastiei Ottoniene, fiu al regelui german Henric I și al Matildei de Ringelheim, a fost duce al Saxoniei, rege romano-german și primul împărat al Sfântului Imperiu Roman. (Cu toate că Charlemagne a fost încoronat împărat în 800, imperiul său a fost împărțit între nepoții săi, iar după asasinarea lui Berengario în 924, titlul imperial a rămas vacant pentru aproape 40 de ani).

## Primii ani de domnie
Otto i-a succedat tatălui său ca rege al germanilor în 936. Ceremonia încoronării s-a ținut la Catedrala din Aachen, fosta capitală a lui Carol cel Mare. Potrivit cronicarului saxon Widukind de Corvey, la ospățul prilejuit de încoronare, Otto i-a avut ca servitori personali pe ducii de Franconia, Suabia, Bavaria și Lotharingia: Arnulf de Bavaria ca mareșal (marescalc „șef peste grajduri”), Hermann de Suabia ca paharnic (în latină pincerna sau buticularius), Eberhard al III-lea de Franconia ca senexscalc „seneșal” (servitor senior) și pe Gilbert de Lotharingia ca șambelan („cămăraș, camerier, logofăt de taină”). Astfel, Otto și-a arătat, chiar de la începutul domniei, ambiția de a fi succesorul lui Carol cel Mare, a cărui linie de succesiune se stinsese în 911, și de a nu se lăsa dominat de ierarhii Bisericii catolice. Otto intenționa, prin controlul Bisericii, să fie conducătorul unui imperiu teocratic. Biserica îi oferea bogăție, recunoaștere și prestigiu, iar Otto promitea Bisericii protecție față de abuzurile nobililor locali și implicare în actul guvernării.
În 938 la Rammelsberg, în Saxonia, au fost descoperite bogate zăcăminte de argint, resurse care i-au asigurat lui Otto mari posibilități financiare pentru a-și înfăptui opera politică.
Primii ani de domnie au fost marcați de revolte ale seniorilor regionali. În 938 Eberhard, noul duce al Bavariei, a refuzat să-i plătească lui Otto birul de omagiu. Când Otto l-a destituit, înlocuindu-l cu unchiul său Berthold, Eberhard s-a revoltat împreună cu câțiva nobili saxoni, care au încercat să îl destituie pe Otto în favoarea fratelui său mai mare Thankmar (fiul lui Henric I cu prima soție). Otto l-a învins și ucis pe Thankmar, dar revolta a continuat anul următor, când Gilbert, duce de Lotharingia, a jurat supunere regelui Franței Ludovic al IV-lea. În același timp, Henric, fratele mai mic al lui Otto I, conspira cu arhiepiscopul de Mainz să îl asasineze. Rebeliunea s-a sfârșit în 939 cu victoria lui Otto în bătălia de la Andernach, unde au căzut în luptă ducii de Franconia și Lotharingia. Henric a fugit în Franța, iar Otto a răspuns sprijinindu-l pe contele Hugo Magnus Capet (Hugo cel Mare) în campania militară împotriva regelui francez. În 941 Otto și Henric s-au împăcat, iar în 942 Otto și-a retras oastea din Franța după ce Ludovic i-a recunoscut suzeranitatea asupra Lorenei.
Pentru a preveni alte revolte, Otto a aranjat ca demnitățile importante în regat să fie deținute de membri apropiați ai familiei. A păstrat ducatul de Franconia ca domeniu personal până în 944. L-a căsătorit pe fiul său Liudolf cu Ida, fiica ducelui Hermann de Suabia și a moștenit ducatul acestuia în 947 când Hermann a murit. Un aranjament similar l-a făcut cu Henric devenind astfel în 949 și duce de Bavaria.

## Campania din Italia și din Europa de Est
În acea perioadă, în Italia domnea haosul politic. După moartea lui Lothar de Arles (probabil asasinare prin otrăvire) în anul 950, tronul italian a fost moștenit de Adelaida de Italia (în germană Adelheid), fiica, nora și văduva ultimilor trei regi ai Italiei. Un nobil din regiune, Berengar de Ivrea (sau Berengar de Friuli), s-a autoproclamat rege al Italiei și a răpit-o pe Adelaida; în încercarea de a-și legitimiza tronul, a silit-o să se mărite cu fiul său, Adalbert. Adelaida a reușit să fugă la Canossa, de unde a cerut intervenția germanilor. Liudolf de Suabia și Henric au profitat de ocazie și, cu armate separate, au invadat nordul Italiei. Dar în 951 Otto a pătruns cu oastea în Italia și l-a obligat pe Berengar să depună jurământul de supunere. Văduv din 946, Otto s-a însurat cu Adelaida.
Această căsătorie a stârnit o nouă revoltă. Când Adelaida i-a născut lui Otto un fiu (numit Henric), Liudolf s-a temut pentru poziția sa de moștenitor al lui Otto și, în 953 a declanșat o rebeliune armată (răscoala liudolfină) împreună cu cumnatul său Conrad cel Roșu și cu arhiepiscopul Frederic de Mainz. Otto a inițiat o campanie militară pentru restabilirea autorității în Lotharingia, dar a fost capturat în timp ce asedia orașul Mainz. Până în anul 954, rebeliunea s-a extins în tot regatul, centrul răsculaților mutându-se în Bavaria, unde au fost sprijiniți de ducele Arnulf. Liudolf și Conrad s-au aliat cu ungurii. Repetatele incursiuni de pradă ale acestora în sudul Germaniei, în 954, i-au determinat pe nobilii germani să convoace Dieta la Arnstadt (Reichstag in Arnstadt), în Turingia. Liudolf și Conrad cel Roșu au fost deposedați de titluri, iar autoritatea lui Otto a fost restabilită. În 955, autoritatea lui Otto a crescut ca urmare a victoriei militare asupra ungurilor, obținută în același an, la 10 august, în celebra Bătălie de la Lechfeld, lângă orașul Augsburg.

## Sistemul ottonian
O componentă importantă a politicii interne a lui Otto I a fost întărirea autorității bisericești, în principal a episcopilor și abaților, sporind astfel teama aristocrației laice că li se va fi diminuat propria putere. Pentru a ține puterea Bisericii sub control, Otto a recurs la trei prerogative.
Prima a fost învestitura de către împărat cu simbolurile puterii religioase, făcându-i astfel vasali. "În aceste condiții alegerea clericilor a tins să devină o formalitate în imperiul ottonian, iar regele a ocupat locurile vacante din ierarhia bisericească cu rude de-ale lui și cu clerici loiali, care au fost apoi numiți să conducă marile mănăstiri". (Cantor, 1994 p. 213).
A doua prerogativă a fost cea a proprietarului construcțiilor bisericești. În dreptul german, orice construcție făcută pe teritoriul proprietate a unui nobil, aparținea acelui nobil, în caz că nu se preciza altceva într-o clauză specială. Otto și-a impus dreptul de proprietar asupra multor mănăstiri și abații.
A treia prerogativă a puterii ottoniene a fost sistemul instituției Vogtei, de la titlul demnitarului Vogt, echivalentul lui bailli din franceză și bailiff ori reeve din engleză. Acest Vogt era un funcționar de stat de origine nobilă și avea atribuția de administrator laic cu rolul de înlocuitor al suveranului când acesta lipsea dintr-un teritoriu pentru o perioadă de timp (un fel de epitrop). El beneficia de un procentaj din veniturile  agricole, răspundea pentru menținerii ordinii și deținea această funcție numai în perioada de domnie a împăratului care l-a desemnat.
Otto a donat Bisericii și latifundii asupra cărora autoritățile laice nu aveau jurisdicție. În ținuturile cucerite de la venzi și de la alte popoare slave din est, împăratul a înființat episcopate și abații noi.
Întrucât Otto numea personal episcopii și abații, autoritatea i-a crescut și mai mult, iar rangurile superioare din Biserica germană formau o birocrație subordonată împăratului. Conflictul dintre această birocrație bisericească și succesorii lui Otto, precum și puterea crescândă a papalității în timpul reformelor gregoriene s-au soldat în cele din urmă cu slăbirea autorității centrale în Sfântul Imperiu Roman.

## Titlul imperial

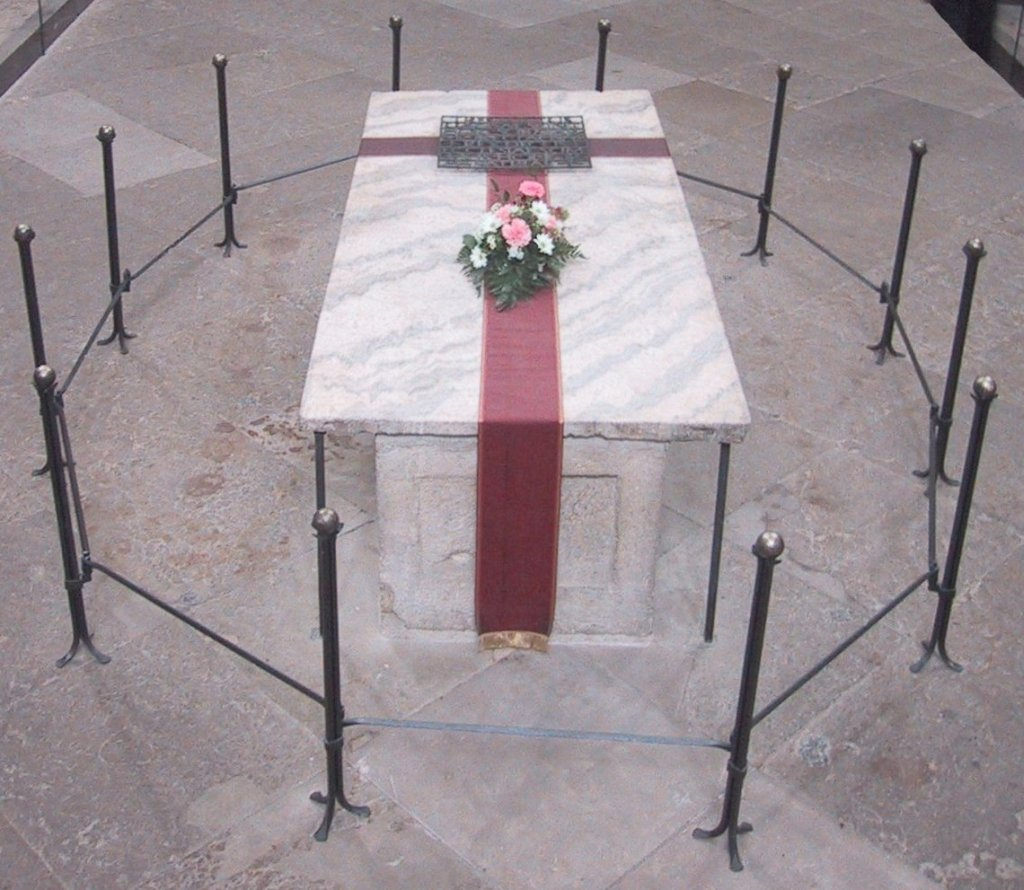
Mormântul lui Otto I

După anul 960 Italia se găsea într-o stare de agitație politică, iar când Berengar a ocupat statele papale din nord, papa Ioan al XII-lea a cerut ajutorul lui Otto. Acesta s-a reîntors în Italia și la 2 februarie 962 papa l-a încoronat împărat („translatio imperii”). Zece zile mai târziu au ratificat „Diploma ottoniană” prin care împăratul a devenit garantul independenței statelor papale.
După ce Otto a părăsit Roma și a recucerit statele papale de la Berengar, papa Ioan a început să se teamă de puterea imperială și a trimis solie maghiarilor și bizantinilor cu apelul de a forma o alianță împotriva lui Otto. În noiembrie 963 Otto s-a întors la Roma și a convocat un sinod al episcopilor care l-a destituit pe Ioan și l-a ales papă pe Leon al VIII-lea. După ce Otto a părăsit Roma, a izbucnit un război civil între partizanii săi și partizanii fostului papă Ioan. Ioan s-a reîntors în forță la Roma, prigonindu-i pe cei care l-au destituit și obligându-l astfel pe Otto să revină urgent în iulie 964. Între timp papa Ioan al XII-lea a murit și pe scaunul pontifical s-a așezat papa Benedict al V-lea. Cu această ocazie Otto a obținut promisiunea cetățenilor Romei de a nu alege alt papă fără aprobarea sa.
De asemenea, în perioada 966–972 Otto a dus câteva campanii militare în Italia însă fără succes. În 967 a dăruit ducatul de Spoleto lui Pandulf Cap de Fier, prinț de Benevento și Capua, un aliat puternic al său. În anul următor Otto a lăsat asediul orașului Bari în seama lui Pandulf, dar în lupta de la Bovino, bizantinii l-au capturat pe principele aliat. În 972 împăratul bizantin Ioan I Tzimiskes l-a recunoscut pe Otto ca împărat și a acceptat căsătoria fiului acestuia, prințul moștenitor, Otto al II-lea, cu nepoata sa, Theophanu. Pandulf a fost eliberat.
Otto I a murit în 973 și a fost înmormântat lângă prima soție, Edith de Wessex, în catedrala din Magdeburg.